# Centrale nucléaire d'Oyster Creek
La centrale nucléaire d'Oyster Creek, construite sur un site de 320 ha, se situe dans la petite ville de Lacey, sur les rives de la baie d'Oyster Creek à Forked River (comté d'Ocean, État du New Jersey). Elle se trouve à 137 km de New York et 88 km de Philadelphie. Mise en service en 1969, elle fut définitivement arrêtée le 17 septembre 2018. Environ 700 employés travaillaient sur le site.

## Descriptions
La centrale appartient à AmerGen Energy Company qui est aussi l'exploitant et qui est une filiale à 100 % de Exelon. La source de refroidissement est l'eau de l'océan Atlantique puisée dans la baie de Barnegat. Cette centrale est équipée d'un réacteur à eau bouillante (REB) conçu par General Electric comme ceux de la centrale nucléaire de Fukushima.
- Oyster Creek : 610 MWe, mise en service en 1969 pour 40 ans, puis prolongé à 60 ans (2029).

Toutefois, pour des raisons économiques, la centrale est mise à l'arrêt définitif le 17 septembre 2018.

## Incidents
La centrale d'Oyster Creek a connu plusieurs incidents, dont la corrosion de l'enceinte de confinement en acier et des fuites qui ont provoqué des rejets de tritium radioactif dans l'eau.
Le 23 janvier 2015, des milliers de poissons sont retrouvés morts dans un canal de rejet de la centrale.

## Risques

### Risque d'ouragans
Des ouragans peuvent se produire dans la zone de la centrale car elle se situe à proximité du bassin de formation des cyclones tropicaux de l'Atlantique nord.